# Tsend-Ayush Khurelbaatar
Tsend-Ayush Khurelbaatar (Ulan Bator, 22 de febrero de 1990) es un futbolista de Mongolia que juega como Volante. Marcó el único gol del partido contra Birmania que significó la primera victoria de Mongolia en partidos de Clasificación a la Copa Mundial.

## Trayectoria
Khurelbaatar se inició los 15 años en el Khoromkhon de su país y debutó al año siguiente. Ha tenido hasta el momento, buenas actuaciones con su equipo, en donde sigue jugando hasta la actualidad.

## Selección nacional
Fue convocado con sólo 17 años a la selección absoluta para que jugase las Eliminatorias al Mundial Sudáfrica 2010. En efecto, el 21 de octubre del 2007 hizo su debut con la selección mayor en un partido contra Corea del Norte en Ulan Bator, que finalizó favorable a este último por 1-4.
El 29 de junio de 2011 marcó el único gol del partido contra Myanmar en Ulan Bator, válido para las Eliminatorias al Mundial Brasil 2014, con lo cual no sólo marcaba su primer tanto con la selección absoluta, sino que además le otorgó a Mongolia su primera victoria en eliminatorias mundialistas.

## Clubes
| Club       | País     | Año    |
| ---------- | -------- | ------ |
| Khoromkhon | Mongolia | 2006 - |